# Gonzalo Urquijo Fernández de Araoz
Gonzalo Urquijo Fernández de Araoz (Madrid, 1961) es un directivo español, que actualmente se desempeña como consejero delegado de Talgo.

## Biografía
Hijo de Jaime Urquijo Chacón y de Piru Fernández de Araoz y nieto de Alejandro Fernández de Araoz y de la Devesa es graduado en Ciencias Económicas y Políticas por la Universidad Yale y titular de un MBA por el Instituto de Empresa de Madrid.
Entre 1984 y 1992 desempeñó diversas funciones en Citibank y en Crédit Agricole. En 1992 se incorpora al grupo Aristrain ocupando los puestos de director financiero y consejero director general.
En 1997 asume las funciones de director general financiero de Aceralia Corporación Siderúrgica, cargo que ocupó hasta la creación de Arcelor, siendo entonces nombrado director de la Unidad Operativa Sur del sector de Productos Planos y consejero director general de Aceralia Grupo Arcelor. En abril de 2004 es nombrado miembro de la Dirección General del Grupo Arcelor, como responsable del sector de Distribución, Transformación y Trading. En 2005 fue nombrado director general financiero de Arcelor.
En julio de 2006, tras la OPA lanzada por Mittal Steel a Arcelor, accede a la Dirección General de ArcelorMittal, siendo responsable de los sectores de Productos Largos, Acero Inoxidable, Tubos, China, Responsabilidad Corporativa y la Fundación ArcelorMittal. Desde 2006 presidió el Comité de Asignación de Inversiones. En junio de 2010 es nombrado presidente del Consejo de Administración de ArcelorMittal España. En mayo de 2011 asume la responsabilidad de las áreas de Asia, África y CEI (ACIS) - (excluidas China e India), ArcelorMittal Distribution Solutions (AMDS), Productos Tubulares, Responsabilidad Corporativa y presidente del Comité de Asignación de Inversiones. Durante 2013 y 2014 fue responsable de las áreas de Productos Tubulares, Distribución, presidente del Comité de Inversiones, Seguridad y Salud, Responsabilidad Social Corporativa y Comunicación. En enero de 2015 es nombrado asesor del presidente Lakshmi N. Mittal para Asuntos Estratégicos.
Desde el año 2002 es presidente de UNESID (Unión de Empresas Siderúrgicas). También es presidente de la Fundación Hesperia y miembro del Patronato y de la Comisión Ejecutiva de la Fundación Princesa de Asturias.
Ha sido miembro del Consejo de Administración de Fertiberia así como de Gonvarri-Gestamp. En febrero de 2016 fue nombrado consejero del Grupo Vocento y, en agosto de 2016, asesor independiente del Consejo de Administración de Abengoa. El 22 de noviembre de 2016, el Consejo de Administración de Abengoa aprobó su nombramiento como presidente ejecutivo. El 3 de marzo de 2017, se incorporó al nuevo Consejo de Administración de Gestamp como consejero externo.
El 17 de noviembre de 2020 es cesado en Junta General Extraordinaria por los propios accionistas de Abengoa de su cargo como presidente junto con todo el consejo. El 8 de enero de 2021 dimite como presidente de la filial de Abengoa junto con todo el consejo, Abenewco1.
El 18 de marzo de 2021 se incorpora al Consejo de Administración de Talgo como consejero delegado.
El 22 de julio de 2021 fue multado, junto con el resto de exconsejeros de Abengoa, por la CNMV (Comisión Nacional del Mercado de Valores) por infracción muy grave al no presentar las cuentas del ejercicio 2019, hecho que supuso la suspensión de la cotización de las acciones de la compañía sevillana.

## Premios y reconocimientos
- Entre otras condecoraciones, está en posesión de la Encomienda de número al Mérito Civil por España y del Mérito Civil de Luxemburgo.